# Judaísmo e cristianismo

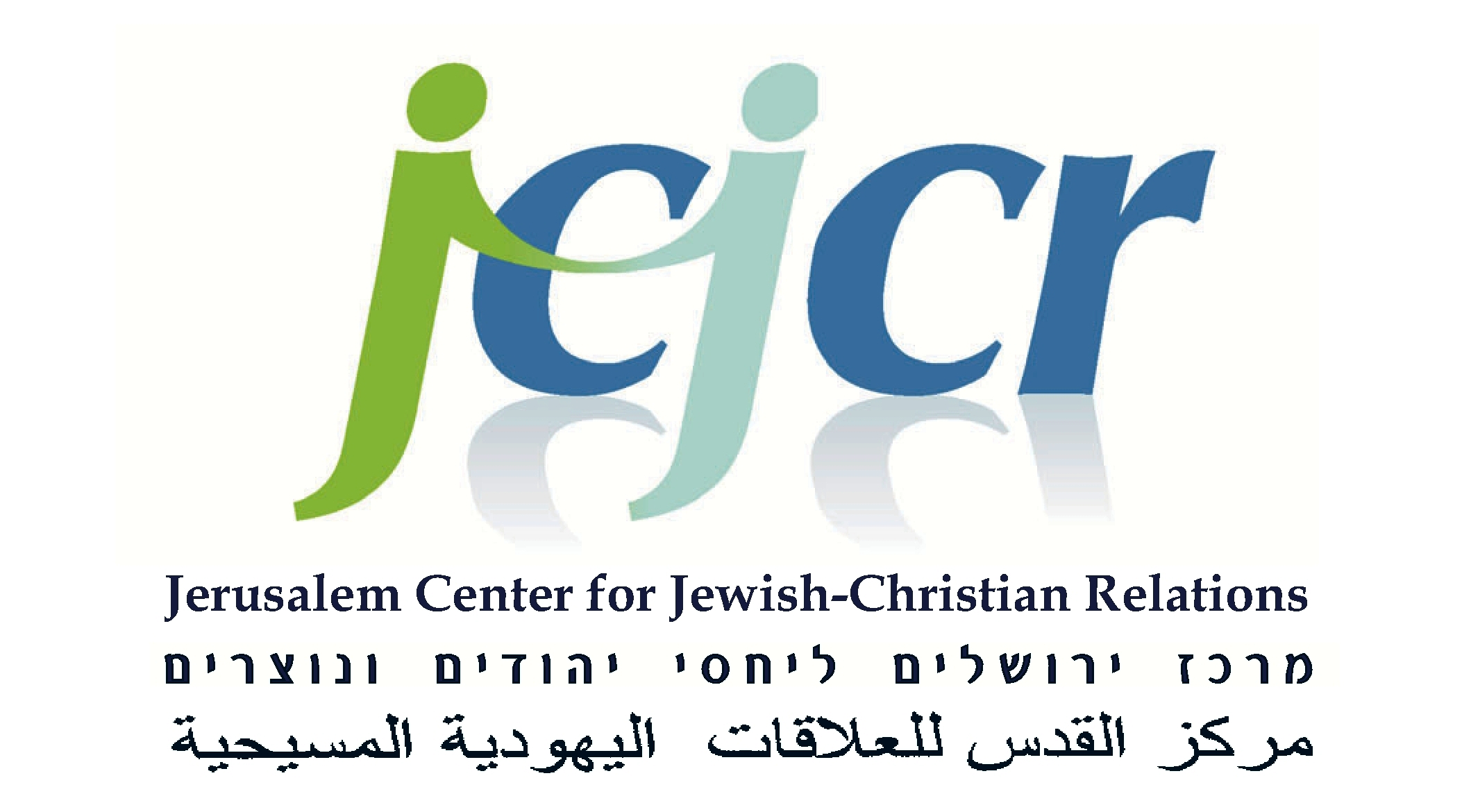
Logótipo do Centro de Jerusalém para as Relações Judaicas e Cristãs

O Cristianismo tem suas raízes no Judaísmo da época do Segundo Templo, mas as duas religiões divergiram nos primeiros séculos da Era Cristã. O Cristianismo enfatiza a crença correta (ou ortodoxia) na Nova Aliança mediada por Jesus Cristo, conforme registrado no Novo Testamento. O Judaísmo dá ênfase à conduta correta (ou ortopraxia), com foco na Aliança Mosaica (chamada de Antiga Aliança pelos cristãos), conforme registrado na Torá (os cinco primeiros livros da Bíblia Hebraica, chamada de Antigo Testamento pelos cristãos) e no Talmud.

## Judaísmo
Matriz das grandes religiões monoteístas da atualidade, o Judaísmo surgiu como uma fé separada sob Moisés, que, segundo a crença, recebeu de Deus os Dez Mandamentos, por volta de 1 250 a.C., no monte Sinai. Ele uniu o povo judeu e ajudou Josué, seu sucessor, a conquistar a terra de Canaã, que receberia o novo nome de Israel.
Entre 66 e 73 d.C. ocorreu a Grande Revolta Judaica contra o domínio romano, resultando na destruição do Segundo Templo em Jerusalém. E entre 132 e 136, a Revolta de liderada por Bar Kokhba, que resultou na diáspora judaica. A partir desse momento, o judaísmo deixou de ter base territorial, situação que perduraria até a fundação do Estado de Israel em 1948.
O propósito do Judaísmo é cumprir o que considera ser a aliança entre Deus e o povo judeu. A Torá (lit. "ensino"), que corresponde aos cinco primeiros livros do Antigo Testamento, conta a história dessa aliança e fornece seus principais termos, sendo complementada pelo Talmud, que é uma coletânea de comentários de eruditos sobre a Torá.
Em 1018 d.C., o estudioso Maimônides (1135-1204) publicou a obra "Mishné Torá", sistematizando a Lei judaica em uma relação de 613 mandamentos, subdivididos em 248 preceitos positivos e 365 preceitos negativos.
A Bíblia Hebraica (Tanakh) é composta de três partes:
1. A Torá (Instrução), que equivale ao Pentateuco;
2. O Nevi'im (parte dos Livros Históricos (até reis) + Livros Proféticos); e
3. Os Ketuvim (inclui os livros poéticos e sapienciais e outros escritos, inclusive Daniel.[5]

Além da Torá escrita, existe a Torá oral (Torah shebe-'al peh), que foi descrita por Rabi Yehudá HaNasi, por meio da Mishná, e publicada em 189 d.C. Posteriormente, a Mishná viria a integrar o Talmud. Os amoraítas escreveram a Guemará, que complementaria a Mishná e também integraria o Talmud. Esse texto contém um rico acervo de debates sobre as diversas leis rituais, comerciais, familiares e sociais do povo judeu. Nessas discussões, através do uso da lógica e de uma série de recursos interpretativos das Escrituras Sagradas, diferentes opiniões rabínicas foram contrapostas até que surgisse o consenso que permitiu compor o corpo das leis judaicas: a Halachá. Por outro lado, os caraítas, uma seita judaica minoritária, rejeita o Talmud.
O judaísmo também tem a sua dimensão mística, sendo a Cabala a sua principal expressão, contando com o Zohar, escrito por Shimon bar Yochai, no século II d.C.

### Prescrições rituais
Nas sinagogas judaicas costumam ocorrer três orações diárias:
1. Shacharit ou Shaharit (שַחֲרִת), do hebraico shachar ou shahar (שַחָר) "luz da manhã";
2. Minchá (מִנְחָה), as orações da tarde designadas para a oferta de farinha que acompanhava os sacrifícios no Templo de Jerusalém;
3. Arvit (עַרְבִית) ou Ma'ariv (מַעֲרִיב), de "anoitecer".

No Shabat e nas grandes festas judaicas (incluindo Chol HaMoed) e Rosh Chodesh, também se costuma recitar a Musaf (מוּסָף, "adicional").
No Yom Kippur também se costuma recitar o Ne'ila (נְעִילָה, "fechamento").
O Shabat, dia de descanso, é o cerne da semana. Começa ao pôr do sol da sexta-feira, quando se acendem as velas, seguidas por preces e uma refeição em família.

## Cristianismo
Para os adeptos do Cristianismo, Jesus Cristo (c. 6 a.C.-30 a.C.), donde vem o nome da religião, é judeu. Sua doutrina, através da qual afirmava, por exemplo, que os judeus não eram superiores aos demais povos, já que haviam se afastado das leis divinas, juntamente com a alegação de que falava com a autoridade de Deus, puseram-no em conflito com a tradição judaica. Ele acabou sendo preso e crucificado em Jerusalém.
Seus seguidores foram então perseguidos e mortos por romanos, que os consideraram hereges pelos dois séculos seguintes. Apenas quando o imperador Constantino legalizou o cristianismo (e todas as outras religiões) com o Édito de Milão, em 313, os ditos discípulos do caminho tiveram paz. Contudo, o Cristianismo só foi proclamado como religião oficial do Império Romano por Teodósio I, em 391, passando então a oprimir os seus antigos perseguidores. Os seguidores levaram sua mensagem a todos os cantos do mundo, de modo que hoje o cristianismo é a mais disseminada religião monoteísta.

### Catolicismo Romano
Os católicos romanos reconhecem a autoridade do papa, sucessor direto de São Pedro, o primeiro bispo de Roma. O termo "católico" significa universal em grego. A Igreja Católica elaborou sua doutrina ao longo dos concílios a partir da Bíblia, comentados pelos Pais e pelos doutores da Igreja. Ela propõe uma regra de vida aos seus fiéis inspirada no Evangelho e definidas de maneira precisa. Regida pelo Código de Direito Canônico, ela se compõe, além da sua muita bem conhecida hierarquia ascendente que vai do diácono ao Papa, de vários movimentos apostólicos, que comportam notadamente as ordens religiosas, os institutos seculares e uma ampla diversidade de organizações e movimentos de leigos.
A Igreja Católica Apostólica Romana também é uma igreja mariana, pois acredita na intercessão de Maria, a Mãe de Jesus. Alguns grupos católicos, como a Renovação Carismática Católica, são pentecostais. Segundo a RCC, o Espírito Santo, que é a Terceira Pessoa da Santíssima Trindade, habita dentro de cada ser humano e concede dons especiais àqueles que desejam. Ele é o responsável por conceder o desejo da prática do bem e da santificação. O Espírito Santo é descrito como 'conselheiro', 'consolador' ou 'auxiliador'. Também como defensor Paráclito, guiando os homens no "caminho da verdade e da justiça".
Há uma ênfase especial na ação do "Espírito Santo". Os 'Frutos do Espírito' (i.e. os resultados da sua ação) são: amor, gozo(ou alegria), paz, longanimidade, benignidade, bondade, fé, mansidão, temperança" (cf. Gálatas 5:22). Ele também concede dons (i.e. habilidades) aos Cristãos tais como os dons de profecia, línguas, discernimento, sabedoria, cura, fé, milagres, e ciência. Embora alguns cristãos acreditem que tais dons foram concedidos apenas nos tempos apostólicos, isto é, nos tempos daqueles que testemunharam ocularmente Jesus Cristo e viveram no período logo em seguida de sua Morte e Ressurreição Novo Testamento, para a RCC, hoje estes dons ainda são concedidos.

### Igreja Oriental ou Ortodoxa
As contestações à autoridade do papa em Roma pela Igreja Ortodoxa, com sede em Constantinopla, culminaram em sua separação no Grande Cisma de 1054. Os ortodoxos dão grande ênfase à tradição, e os ícones desempenham um papel importante em seus cultos.
Vê-se o ícone como uma janela para Deus, levando o seu devoto à verdadeira presença do santo representado. A Igreja com sede em Constantinopla não admitia os ícones, moveu uma grande perseguição aos iconófilos. Tomou as terras dos monges que fabricavam e viviam dos ícones. Ela foi sempre iconoclástica. A igreja iconófila foi sempre a Igreja Católica Apostólica Romana, sendo esse um dos itens questionados por Martinho Lutero por ocasião da Reforma Protestante. Talvez o equívoco tenha ocorrido por ser a Igreja Romana considerada como ortodoxa em relação à doutrina cristã na luta contra as heresias verificadas no início do movimento cristão, que durou até o Concilio de Constantinopla em 381.

### Protestantismo
No século XVI, a autoridade da Igreja Católica Romana foi contestada, em um movimento que se tornou conhecido como a Reforma Protestante. O luteranismo data de 1517, quando Martinho Lutero atacou o que ele viu como corrupção na Igreja Católica alemã. O luteranismo e posteriormente todo o protestantismo enfatiza a relação pessoal com Deus, dizendo que qualquer pessoa pode se relacionar diretamente com Ele, e estuda a Bíblia, interpretando-a livremente, e tendo somente a fé como o caminho da salvação, baseado no versículo de Romanos 1:17b: "O justo viverá por fé".
O protestantismo assumiu uma forma mais puritana e autoritária no calvinismo, fundado por João Calvino na década de 1540. Os seguidores acreditam que sua salvação está inteiramente nas mãos de um Deus onisciente e onipotente.
O anglicanismo, forma mais flexível de protestantismo, foi estabelecido pelo Acordo Elizabetino na Inglaterra em 1559. Espalhou-se pelo mundo com os imigrantes ingleses.
As vertentes anabatistas surgiram na Alemanha no início do século XVI. O grupo de influência anabatista que mais se destaca são os batistas, que tiveram sua origem na Holanda e descendem do movimento puritano e do calvinismo. Tal grupo tem por principal característica o batismo apenas de adultos ou crianças e adolescentes que já professam sua fé consciente em Jesus Cristo como único, eterno e suficiente salvador, realizando esse ato por imersão (mergulho) da pessoa em água. Assim é rejeitado por essa denominação o pedobatismo, ou seja, o batismo de crianças recém nascidas. Hoje são o principal grupo protestante do planeta.
No século XVII, os quakers buscaram um caminho mais direto para Deus, dispensando igrejas, liturgia e clero. Os metodistas não tomaram medidas tão extremas quando se cindiram da Igreja da Inglaterra em 1729, mas os ofícios foram modificados para dar maior papel aos leigos.

### Principais crenças
Os cristãos acreditam na divindade de Jesus Cristo, como filho do Deus trino (Pai, Filho e Espirito Santo). A terceira pessoa na Santíssima Trindade é o Espírito Santo. Essa crença não faz parte do judaísmo. Em nenhum texto bíblico consta o termo Trindade. A doutrina foi definida por estudos do contexto bíblico, e começou e ser defendida no Concílio de Niceia em 325.
Para os cristãos, com sua crucificação e ressurreição, Cristo mostrou à humanidade o caminho da vida eterna.
Os cristãos acreditam que Cristo um dia voltará à Terra para buscar a sua igreja (grupo de pessoas que o servem e são filhos de Deus, conforme João 1:12), no evento conhecido como arrebatamento.
Batismo no Espírito Santo
Os cristãos considerados pentecostais ou carismáticos creem na promessa bíblica descrita no Evangelho de Lucas, "a promessa do Pai", através do qual os crentes em Cristo receberiam o "poder do alto."[Lc 24:49]. Estes cristãos fazem orações em línguas estranhas, glossolalia, da forma em que foi supostamente relatado no livro de Atos dos Apóstolos. Este fenômeno peculiar também é encontrado em diversas outra religiões não cristãs. [At 2:4].
Culto
O principal ritual, é a Santa Comunhão, Santa Ceia ou Ceia do Senhor- relembra a Última Ceia de Jesus, seguida de sua paixão (morte na cruz) e ressurreição para salvar a humanidade de seus pecados. Enquanto os cristãos ortodoxos e católicos romanos acreditam que a hóstia na missa se transforma na verdadeira presença do corpo de Cristo, os protestantes encaram isso como um ato simbólico.
Livros sagrados
Todos os cristãos aceitam o Antigo e Novo Testamento da Bíblia; o último registra a vinda de Cristo.
Os cristãos católicos e ortodoxos aceitam a Tradição Oral vinda dos Apóstolos, isto é, as doutrinas dos primeiros Padres da Igreja, como os santos Jerônimo e Agostinho e também a santa Bíblia, pois os católicos creem que Revelação é aquela realizada no seu Verbo encarnado, Jesus Cristo, mediador e plenitude da Revelação. Sendo o Filho Unigénito de Deus feito homem, Ele é a Palavra perfeita e definitiva do Pai. Com o envio do Filho e o dom do Espírito, a Revelação está, finalmente, completada, ainda que a fé da Igreja deva recolher todo o seu significado ao longo dos séculos.  Os protestantes em geral veem a santa Bíblia como a única escritura sagrada e regra de fé.